# Richard Wagner (Politiker, 1902)

Richard Wagner

Richard Eugen Wilhelm Wagner (* 2. Dezember 1902 in Colmar; † 14. Juli 1973 in Darmstadt) war ein deutscher Agraringenieur und Politiker (NSDAP). Wagner hegte bereits in der Zeit der Weimarer Republik Sympathien für den Nationalsozialismus und war ab 1930 Mitglied der NSDAP. Im August 1931 war er Gastgeber der Tagung, auf der die Boxheimer Dokumente besprochen wurden, die später an die Öffentlichkeit kamen und für Empörung sorgten. In der Zeit des Nationalsozialismus war Wagner Mitglied des Reichstages und besetzte verschiedene Ämter und Funktionen im Rahmen der nationalsozialistischen Agrarpolitik. Während des Zweiten Weltkrieges war er zunächst in der Verwaltung tätig und wurde 1944 Mitglied der Waffen-SS.

## Leben und Wirken
Wagner, Sohn des Obristen und Landwirts Eugen Julius Franz Wagner und seiner Frau Margarethe, geborene Scheuten, besuchte die Volksschule und das Gymnasium in Bruchsal, später das Realgymnasium in München. Nach dem Abitur im März 1920 studierte er an der Technischen Hochschule München Landwirtschaft. 1923 legte er die Diplomprüfung ab; im selben Jahr promovierte er.
Von Mai bis Oktober 1919 gehörte Wagner dem Freikorps Epp und der Pionierkompanie 21 an. 1923 war er Mitglied der NS-Studentenkompanie München und der Reichskriegsflagge, einer von Ernst Röhm im Oktober 1923 gegründeten paramilitärischen Vereinigung.
Von 1923 bis 1927 arbeitete Wagner zunächst als Praktikant, später als Verwalter und kaufmännischer Leiter eines großen landwirtschaftlichen Betriebes. 1927 pachtete er die Staatsdomäne „Boxheimer Hof“ bei Lampertheim in Hessen. Am 1. Oktober 1930 trat er in die NSDAP ein (Mitgliedsnummer 416.528). Bereits seit Januar 1930 hatte er die NSDAP-Ortsgruppe Lampertheim-Bürstadt in landwirtschaftlichen Fragen beraten; im März 1931 wurde er landwirtschaftlicher Gaufachberater der Partei im Gau Hessen-Darmstadt.
Am 5. August 1931 war Wagner Teilnehmer einer Tagung von Gaufachberatern auf dem Boxheimer Hof, bei der der Berater für Rechtsfragen, Werner Best, den Tagungsteilnehmern die sogenannten Boxheimer Dokumente übergab. Bei den Dokumenten handelte es sich um eine Zusammenstellung von Richtlinien und Maßnahmen, die für den Fall eines kommunistischen Putschversuchs und einer nachfolgenden nationalsozialistischen Machtübernahme von führenden hessischen Nationalsozialisten als notwendig angesehen wurden. Nach ihrer Veröffentlichung im November 1931 erregten die Boxheimer Dokumente erhebliches öffentliches Aufsehen. Nach Einschätzung des Historikers Karl Dietrich Bracher gestatten die Dokumente „einen aufschlußreichen Blick in die konkreten Vorstellungskreise nationalsozialistischer Funktionäre, die entgegen den opportunistischen Kundgebungen der obersten Führung an den totalitären Herrschaftskonzeptionen festhielten und in ihren regionalen Einfluß- und Aktionsbereichen einen radikal totalitären Kurs verfolgten“.
Im November 1931 wurde Wagner Mitglied des Landtages des Volksstaates Hessen, dem er bis Juni 1932 angehörte. 1932 wurde er zwar nicht gewählt, rückte aber für Hubert Köster in den Landtag nach. Im Juli 1932 wurde Wagner als Kandidat der NSDAP für den Wahlkreis 33 (Hessen-Darmstadt) in den Reichstag gewählt. Bei den Novemberwahlen 1932 verlor er sein Mandat wieder, konnte aber nach den Reichstagswahlen vom März 1933 in den Reichstag zurückkehren, dem er in der Folge während der gesamten Dauer der nationalsozialistischen Herrschaft angehörte.
Die Pacht des Boxheimer Hofes beendete Wagner 1932; ab diesem Jahr arbeitete er hauptamtlich als Parteiangestellter für die NSDAP. Der SS (Mitgliedsnummer 23.376) trat er im Februar 1932 bei. In der SS wurde Wagner mehrfach befördert, zuletzt im November 1943 zum SS-Brigadeführer. Ab Juli 1933 baute er das Schulungswesen für den SS-Abschnitt XI auf und übernahm von 1939 bis Kriegsende das Amt des Bauernreferenten für den SS-Oberabschnitt „Rhein“ in Wiesbaden. Zuvor war er für zwei Jahre dem Rasse- und Siedlungshauptamt der SS (RuSHA) zugeordnet.
Nach der nationalsozialistischen „Machtergreifung“ nahm Wagner eine Reihe bedeutender Funktionen in der nationalsozialistischen Parteiorganisation und im NS-Staat wahr. So war er Landesbauernführer im Gau Hessen-Nassau und Landesbauernpräsident in der hessischen Landesregierung. Des Weiteren war Wagner Leiter der „Arbeitsgemeinschaft für Geopolitik“, Leiter der Hauptabteilung für Landwirtschaft des Gaues Hessen-Darmstadt und Fachbearbeiter für Geopolitik im Amt für Agrarpolitik des Gaues Hessen-Darmstadt und bei der Reichsleitung der NSDAP. Ferner war er Gauamtsleiter, Mitglied im engeren Vorstand des Hessischen Landbundes und der Freien Hessischen Bauernschaft, Leiter des Hessischen Siedlerbundes sowie ab 1933 Mitglied des Reichsbauernrates. Von 1935 bis 1939 arbeitete er nebenamtlich für das Reichsministerium für Ernährung und Landwirtschaft und war dort als Referent für allgemeine Fragen der landwirtschaftlichen Erzeugung und Ernährung zuständig. Vor 1941 beschäftigte sich Wagner mit Plänen zur Umsiedlung deutscher Bauern in den Osten; die Pläne wurden nicht verwirklicht.
Am 31. Mai 1941 wurde Wagner als Kriegsvizeverwaltungschef zur Wehrmacht einberufen. Drei Wochen vor dem deutschen Angriff auf die Sowjetunion übernahm er die Leitung der Chefgruppe Landwirtschaft der Wirtschaftsinspektion Mitte, die der Heeresgruppe Mitte zugeordnet war und dem Wirtschaftsstab Ost unter Generalleutnant Wilhelm Schubert unterstand. Vor dem Hintergrund deutscher Kriegsplanungen, die eine weitgehende Ernährung der deutschen Truppen aus dem besetzten Land vorsahen, war die von Wagner geleitete Chefgruppe die einflussreichste. Ob die deutschen Planungen dabei das Verhungern von Einwohnern der besetzten sowjetischen Gebiete im Sinne eines Hungerplans beinhaltete, ist unter Historikern umstritten.
Wagner galt seinen Vorgesetzten als „vielseitig interessiert und kultiviert“ und wurde eher als „realistischer Agrarpolitiker“ denn als „Blut-und-Boden-Ideologe“ eingeschätzt. Anfang Juli 1941 setzte sich Wagner bei Arthur Nebe, Chef der Einsatzgruppe B für die Freilassung eines Teils der Insassen eines Zivilgefangenenlagers im weißrussischen Minsk ein, da Wagner die Gefangenen als Arbeitskräfte benötigte. Nebe und seine Einsatzgruppe hatten zuvor im Lager festgehaltene Juden ermordet. Im Dezember 1941 schloss Wagner mit Erich von dem Bach-Zelewski einen Vertrag, mit dem vormalige Kolchosen und Sowchosen in den Besitz der SS überführt wurden. Angesichts enttäuschender Ernten trat Wagner im zweiten Halbjahr 1941 für die Auflösung der kollektiven und staatlichen Betriebe ein. Im Dezember 1941 reichte Wagner einen Vorschlag des späteren FDP-Bundestagsabgeordneten Axel de Vries weiter, der für die Ermordung auf dem Land lebender Juden eintrat, die das Rückgrat der dort operierenden Partisanenverbände bilden würden. Dabei solle – so der als landwirtschaftlicher Sonderführer in Wagners Chefgruppe arbeitende de Vries – der Antisemitismus weißrussischer und baltischer Polizeiverbände ausgenutzt werden. De Vries’ Vorschläge wurden in eine entsprechende Dienstanweisung umgesetzt. Ab September 1942 beriet Wagner Generalfeldmarschall Günther von Kluge in allen landwirtschaftlichen Fragen, die die Heeresgruppe Mitte betrafen. Als Wagner Weißrussland verließ, schätzte er die dortige Landwirtschaft als hoffnungslosen Fall ein, es würden dort Zustände wie in Deutschland 200 Jahre zuvor herrschen.
Im November 1943 wurde Wagner nach Brüssel zum Chef der Militärverwaltung für Belgien und Nordfrankreich versetzt und leitete dort die Gruppe Ernährung. In dieser Funktion wurde er am 1. März 1944 abgelöst, da er mehrere Wehrmachthelferinnen sexuell belästigt hatte. Im gleichen Monat wurde Wagner im Rang eines Unterscharführers der Reserve zur Waffen-SS einberufen und zum Stab der 13. Waffen-Gebirgs-Division der SS „Handschar“ versetzt, einer überwiegend aus bosnischen Freiwilligen gebildeten Einheit. Ab Januar 1945 war Wagner, zuletzt im Rang eines SS-Obersturmführers der Reserve der Waffen-SS, Stabsführer des SS-Oberabschnitts „Main“ in Nürnberg.